# František Škroup
František Jan Škroup (pronuncia ceca [ˈfraɲcɪʃɛk ˈjan ˈʃkroup]; Osice, 3 giugno 1801 – Rotterdam, 7 febbraio 1862) è stato un compositore e direttore d'orchestra ceco.

## Biografia
All'età di 11 anni si trasferisce a Praga, dove si mantiene con l’attività di corista e flautista. Continua gli studi presso uno dei centri più importanti del risorgimento nazionale ceco, Hradec Králové, dove era corista nella cattedrale. Studia con il maestro del coro e compositore Franz Volkert. Successivamente si trasferisce nuovamente a Praga, per studiare all'università. Ottenne un certo successo come autore di opere e singspiel, e produsse una dozzina di lavori per il teatro. Part-time, Škroup è organista presso il "Temple of the Israelite Society for Regulated Worship", noto dalla fine degli anni Quaranta con il nome "la sinagoga spagnola". Il suo ultimo lavoro fu direttore d'orchestra dell'opera tedesca in olandese a Rotterdam. Morì a Rotterdam e, per il fatto che non aveva mezzi economici, fu sepolto in una fossa comune. Ha anche prodotto alcune opere sacre. 
Ha composto la musica dell'inno nazionale ceco Kde domov můj?, eseguito per la prima volta il 21 dicembre 1834.
Suo fratello Jan Nepomuk Škroup è stato un compositore di successo. Suo padre Dominik Škroup, ed un altro fratello Ignác Škroup, furono compositori meno noti.

## Opere
Dal 1827 Škroup è stato direttore d'orchestra al teatro Teatro degli Stati a Praga. Ha composto in ceco le prime opere famose di compositori come Richard Wagner. Le opere di František Škroup sono spesso in ceco o in tedesco e hanno avuto una significativa popolarità locale.

### Opera, Singspiel e musiche di scena
- Dráteník, Singspiel in 2 Acts (1825); libretto di Josef Krasoslav Chmelenský; Škroup ha cantato il titolo. Dráteník è considerata la prima opera ceca.[1]
- Der Nachtschatten, Singspiel (1827); libretto di C.J. Schikaneder
- Oldřich a Božena (Oldřich and Božena), Opera (1828); titolo tedesco: Uldarich und Božena (1833); libretto di Josef Krasoslav Chmelenský
- Der Prinz und die Schlange (Il principe e il Serpente, o Amor in Amazzonia) (1829); titolo ceco: Princ a had neb Amor mezi Amazonkami (1835)
- Bratrovrah, Biblical Melodrama (1931); libretto di Jan Nepomuk Štěpánek
- Die Drachenhöhle (1832)
- Fidlovačka aneb Žádný hněv a žádná rvačka (Fidlovačka, or No Anger and No Brawl), Scene di vita popolare a Praga (1834); commedia di Josef Kajetán Tyl; comprende "Kde domov můj?"
- Libušin sňatek (Libuše's Marriage) (1835, riscritta 1850)
- Čestmír (1835); musiche di scena per il dramma storico
- Pouť k chrámu umění (Pellegrinaggio al tempio dell'Arte) (1846)
- Die Geisterbraut (The Specter's Bride)
- Drahomíra, Opera (prima assoluta 20 novembre 1848); libretto tedesco di V.A. Svoboda-Návarovský
- Žižkova smrt (Žižka´s Death) (1850); musiche di scena per il dramma storico di Josef Jiří Kolár
- Der Meergeuse (The Sea Geus), Opera Romantica in 3 atti (1851); libretto di Johann Carl Hickel; la prima volta nel 2003 al teatro "Estates" di Praga; titolo ceco: Mořský geus
- Don César a spanilá Magelona (Don Cesar and the Comely Magolena), Musiche di scena (1852)
- Columbus, Opera in 3 atti (1855); libretto originale tedesco di Josef Krasoslav Chmelenský; prima versione in lingua ceca il 3 febbraio 1942 con il libretto trascritto da František Pujman[1]

### Orchestrale
- Chrudimská ouvertura (Apertura di Chrudim) (1854); preludio per l'apertura del teatro comunale a Chrudim, Repubblica Ceca.

### Musica da camera
- String Quartet No. 1 in F maggiore, Op. 24
- String Quartet No. 2 in C minore, Op. 25
- String Quartet No. 3 in G maggiore, Op. 29
- Trio per Clarinetto (o Violino), Violoncello e Pianoforte, Op.27
- Trio facile in F Maggiore per Violino (o Flauto), Violoncello e Pianoforte, Op.28
- Trio facile per Violino (o Flauto), Violoncello e Pianoforte, Op.30

### Piano
- Polonaise
- Deutsche Tänze (1824)

### Vocale
- Věnec ze zpěvů vlasteneckých uvitý a obětovaný dívkám vlastenským (Raccolta di canzoni patriottiche dedicato alle ragazze patriottiche) (1835-1839); 5 volumi a cura di Škroup e Chmelenský
- Dobrou noc (Buona notte) per corno, voce e arpa (o pianoforte) parole di Josef Krasoslav Chmelenský
- Píseň společní parole di František Ladislav Čelakovský; entrambi i brani sono inclusi in Věnec ze zpěvů vlasteneckých uvitý a obětovaný dívkám vlastenským
- Věnec (1843-1844), seconda parte